# Sondermülldeponie

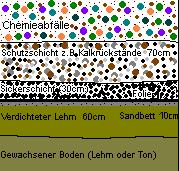
Untergrundabdichtung einer Sondermülldeponie

Eine Sondermülldeponie ist eine Lagerstätte für Abfälle, für die die Sicherheitsvorkehrungen bei normalen Abfalldeponien nicht ausreichend sind. Diese Deponien sind umweltneutrale Ablagerungsstellen für gefährliche Abfälle. In Deutschland wird eine Deponie im Kreislaufwirtschaftsgesetz als Beseitigungsanlage zur Ablagerung von Abfällen definiert; „Sondermülldeponie“ ist schon deshalb nicht definiert, weil der Begriff Sondermüll dem deutschen wie europäischen Abfallrecht fremd ist. §2 Deponieverordnung unterscheidet verschiedene Deponie-Klassen.

## Gestaltung
Bei der Anlage einer Sondermülldeponie wird zuerst eine wasserundurchlässige Schicht eingebracht. Meist ist das eine mit Kunststoff-Dickfolie abgedeckte Lehmschicht von rund einem Meter Dicke.
Darauf kommt eine wasserdurchlässige Schicht (Sand oder Magerbeton), in der Sickerwasser-Drainagerohre verlegt sind. Darauf folgt eine Lage saugfähiger Kalkrückstände (ca. 70 cm). Darüber wird dann der Abfall abgelagert. Zum Rand hin ist die Untergrundabdichtung hochgezogen, so dass die Deponiesohle als Wanne ausgebildet ist. Aus dem Abfallberg abgegebenes Sickerwasser und Regenwasser sammelt sich in den Drainagerohren und wird über Saugleitungen abgezogen. Es wird in Tanks gesammelt und in Abwasserreinigungsanlagen entsorgt.
Um ein Auswaschen der Abfallstoffe durch eindringendes Regenwasser zu verhindern, wird nach jedem aufgefüllten Deponieabschnitt die Abfallkrone zuerst mit Bauschutt, dann mit einer wasserundurchlässigen Lehmschicht und abschließend mit Mutterboden abgedeckt und begrünt. Rund um die Deponie sind Grundwasserbrunnen angelegt, aus denen in regelmäßigen Abständen von den Wasserbehörden Proben gezogen werden. Auf diese Art kann eine Grundwasserverschmutzung frühzeitig erkannt werden.
Die abgelagerten Abfälle unterliegen im Deponiekörper den natürlichen Vorgängen der Alterung und Verwitterung. Die dabei ablaufenden chemischen und biochemischen Vorgänge können den Deponiekörper bis auf 80 °C erwärmen.

## Probleme

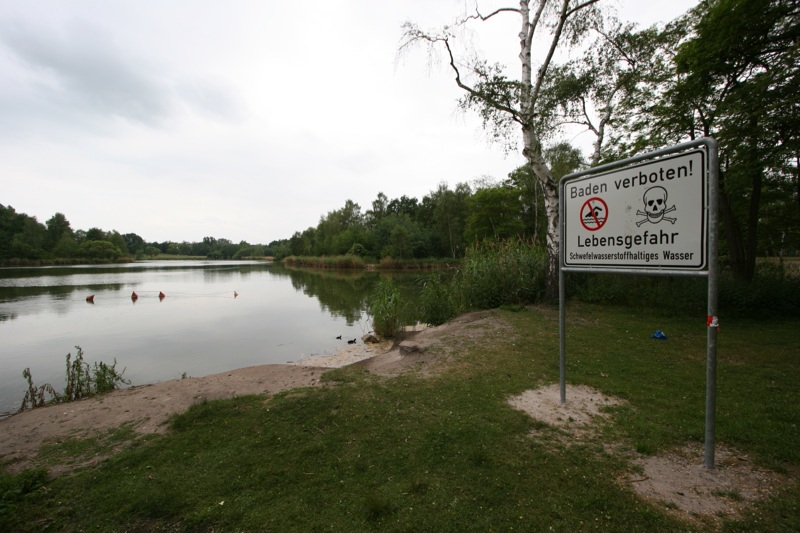
Silbersee in Nürnberg, vergiftet durch inzwischen romantisch bewachsene Deponie im Hügel Silberbuck.

Das Hauptproblem bei Deponien ist die Abdichtung gegen das Grundwasser. Sondermülldeponien werden deshalb nur an geeigneten Stellen angelegt, wo der Untergrund aus Ton oder Lehm besteht, so dass eine natürliche Abdichtung gegen das Grundwasser vorliegt.
Hochgiftige Abfälle können nicht auf oberirdischen Deponien gelagert werden. Sie werden z. T. in Fässern verpackt in kontrollierten Untertagedeponien gelagert. Untertagedeponien können ausschließlich in Steinsalzvorkommen angelegt werden, da alle anderen geologischen Formationen von Grundwasser durchdrungen werden können. Zahlreiche stillgelegte Salzbergwerksstollen werden zurzeit als Lagerstätte für gefährliche Abfälle benutzt. Diese Untertage-Deponierung gefährlicher Abfälle (Beseitigung/Endlagerung in Deponieklasse IV gemäß Deponieverordnung) ist nicht zu verwechseln mit dem Bergversatz chemisch und biologisch inerter sowie auslaugfester Abfälle (Verwertung gemäß Versatzverordnung).

## Beispiel: Deponie Herfa-Neurode
Die weltweit größte untertägige Sondermülldeponie befindet sich in der Untertagedeponie Herfa-Neurode, Hessen. Die durch den Kali-Abbau entstandene Fläche der Untertage-Deponie erstreckt sich auf über 400 Quadratkilometer, mit 250 km sogenannter „Hauptfahrwege“, inklusive Wegweisern, Kreuzungen, Pausenräumen, Werkstätten und einer eigenen Feuerwehr. Rund 70.000 Tonnen Kalisalz werden im Kaliwerk Werra pro Tag durch Sprengung gewonnen, wodurch riesige Hohlräume entstehen, die in den stillgelegten Teilen des Bergwerks für die Giftmülllagerung genutzt werden. Seit der Eröffnung 1972 wurden mehr als zwei Millionen Tonnen giftigen Abfall eingelagert, darunter 690.000 Tonnen dioxin- und furanhaltige Abfälle, 220.000 Tonnen quecksilberhaltiger Abfälle, 127.000 Tonnen zyanidhaltiger Müll und 83.000 Tonnen arsenhaltiger Giftmüll.

## Geschichte
Ursprünglich wurde gefährlicher Abfall nicht getrennt entsorgt, sondern wie Hausmüll behandelt. Die Entsorgung
erfolgte in Hausmülldeponien, oft ohne Sicherheitsvorkehrungen. Die chemische Industrie im Raum Basel entsorgte beispielsweise in den 1960er Jahren ihren festen Abfall in einer ausgebeuteten Tongrube zwischen Bonfol und dem elsässischen Pfetterhausen.
In Deutschland ist in diesem Zusammenhang insbesondere die Deponie Schönberg/Ihlenberg für ihre oberirdische (übertage) Lagerung zu nennen, die die DDR zum größten Sondermüllimporteur Europas machte. Diese Deponie ist unter neuem Namen auch heute noch aktiv. Eine weitere Deponie, die in die Schlagzeilen geriet, ist die Sonderabfalldeponie Münchehagen in Niedersachsen. Auf der Deponie wurde 1985 eine stark erhöhte Konzentration des durch das Sevesounglück bekannt gewordenen Umweltgiftes Dioxin festgestellt.